# Tillandsia lopezii
Tillandsia lopezii är en gräsväxtart som beskrevs av Lyman Bradford Smith. Tillandsia lopezii ingår i släktet Tillandsia och familjen Bromeliaceae. Inga underarter finns listade i Catalogue of Life.